# Borovice u Pecky
Borovice u Pecky je krásná solitérní borovice lesní (Pinus sylvestris) rostoucí asi 20 m v poli od silnice z vesnice Pecka do Vidonic nedaleko od křižovatky do vesnice Kal. Nalézá se asi 2 km jihovýchodně od městyse Pecka, asi 8 km východně od města Nová Paka v okrese Jičín.
Borovice je zdravá se zahojenou stopou po úderu blesku, vysoká asi 13 m a stáří kolem 90 let.